# 片科韋
47°56′53″N 32°3′29″E / 47.94806°N 32.05806°E
片科韋（烏克蘭語：Пенькове），是烏克蘭中部的村莊，隸屬基洛夫格勒州的克羅皮夫尼茨基區。該村面積0.847平方公里，海拔高度160米，2001年人口130，人口密度每平方公里153.48人。